# 逢いたくていま
「逢いたくていま」（あいたくていま）は、MISIAの23枚目のシングル。2009年11月18日発売。発売元はアリオラジャパン。

## 解説
前作から約5か月ぶりのリリース。9枚目のアルバム『JUST BALLADE』の先行シングル。
「逢いたくていま」はTBS系日曜劇場『JIN-仁-』の主題歌。ドラマ主題歌を担当するのはNHK連続テレビ小説『天花』の主題歌となった14thシングル「名前のない空を見上げて」以来、5年ぶりである。この曲は、『JIN-仁-』の主題歌を依頼されたMISIAが、おおよその設定と原作を読んで命をテーマにした歌を書きたいと決意した際、鹿児島出身の仕事仲間から勧められた知覧特攻平和会館とホタル館富屋食堂へ翌日、日帰りで一人訪れ、知覧特攻平和会館で開館時間からほぼ丸一日、特攻に赴く前の兵士が家族や恋人に宛てた手紙の展示を読み、「これ以上、切実に会いたいという思いが込められた手紙はない」と、命の重さ、人と人との絆を改めて実感して、曲の芯の部分が定まり制作された。
カップリングの「唇と唇」は、ENEOS「MOTOR OIL」のCMソング。
初回限定盤のみスリーブジャケット仕様。
オリコンチャートでは18枚目のシングル「Royal Chocolate Flush」以来、約1年11か月ぶり通算15作目のTOP10入りとなった。
本作の配信開始から9年2か月後の2019年1月度日本レコード協会リリースにて、フル配信でのミリオンに認定された。中島みゆき「糸」（15年10か月）、中島美嘉「雪の華」（13年0か月）に次ぐスロー達成となった。

## 収録曲
1. 逢いたくていま
作詞：MISIA / 作曲、編曲：佐々木潤 / オーケストラ・アレンジ：弦一徹
  - TBS系日曜劇場「JIN-仁-」主題歌
2. 唇と唇
作詞：Hinata / 作曲：Sinkiroh / 編曲、オーケストラ・アレンジ：重実徹
  - ENEOS「MOTOR OIL」CMソング
3. LOVE TRULY
作詞：佐藤真由美 / 作曲：松本俊明 / 編曲：重実徹
4. 逢いたくていま (Instrumental)

## カバー
- D-LITE (from BIGBANG) - カバーアルバム『D'scover』（2013年2月27日）に収録。
- つるの剛士 - 配信限定シングル（2013年7月3日）、カバーベストアルバム『つるのうたベスト』（同年11月20日）に収録。
- 島津亜矢 - カバーアルバム『SINGER 2』（2013年9月18日）に収録。
- 青木隆治 - カバーアルバム『VOICE 200X』（2013年12月18日）に収録。
- Che'Nelle - カバーアルバム『ラブ・ソングス2』（2014年6月4日）に収録。
- リン・ユーチュン - カバーアルバム『WINTER GIFT ～リン君からの贈り物～』（2014年11月5日）に収録。
- ジェニファー - カバーアルバム『COVER LOVE SONGS』（2015年2月25日）に収録。
- 森恵 - カバーアルバム『COVERS Grace of The Guitar+』（2016年03月16日）に収録。
- ジェジュン - カバーアルバム『Love Covers Ⅱ』（2020年7月29日）に収録。
- 逢川まさき - カバーアルバム『心音-ココロオト-』（2021年3月31日）に収録。
- AKINO from bless4 - bless4アコースティックライブ『Winter Wonderland』（2021年12月24日）にて歌唱。

## 収録アルバム
- アルバム（JUST BALLADE）（#1、#2）
- ベストアルバム（Super Best Records-15th Celebration-）（#1）